# كأس الجزائر 1996–97
كأس الجزائر 1996–97 هو موسم من كأس الجزائر. أشرف على تنظيمه الإتحاد الجزائري لكرة القدم، وكان عدد الأندية المشاركة فيه 64، وفاز فيه اتحاد الجزائر.